# Tierbach (Ette)
Der Tierbach ist ein nicht ganz 7 km langer Bach im nördlichen Baden-Württemberg, der sich bei Schrozberg-Ettenhausen im Landkreis Schwäbisch Hall von links und Südsüdosten kommend mit dem rechten Eselsbach zum rechten Jagst-Nebenfluss Ette vereint.

## Geographie

### Verlauf
Der Tierbach entsteht auf etwa 486 m ü. NHN gut einen Kilometer ostsüdöstlich des Blaufeldener Weilers Lentersweiler zwischen den Waldstücken Seeholz im Osten und Buchholz im Westen am Rand eines Feldweges und folgt diesem zunächst westwärts, bald als Nordgrenze des kleineren Buchholzes. Dabei durchläuft er auch einen kleinen Weiher, danach fließt ihm von links der hier wenig kürzere Aubesgraben aus einer Flurschneise im Süden des inselartigen Buchholzes zu.
Anschließend unterquert er die das Blaufeldener Dorf Billingsbach über Lentersweiler mit der B 290 („Kaiserstraße“) verbindende K 2533 und schwenkt langsam in einer Flurlandschaft nach rechts. Die nach Herrentierbach führende K 2530 tritt ans linke Ufer, von rechts läuft der bei Lentersweiler entstehende Brühlgraben zu, dann mündet etwa einen Kilometer, bevor der Bach selbst das Dorf durchquert, wiederum von rechts sein längster und letzter bedeutender Zufluss Osterbach. An dieser Stelle ist seine Talmulde erst etwa 30 m gegenüber den etwa im Abstand eines Kilometers links und rechts begleitenden Hügelgipfeln eingetieft.
In weiterem Nordwestlauf durchquert er das größtenteils am linken Hang gebaute Kleindorf Herrentierbach. Hier erklimmt die bachbegleitende Straße den linken Hügel, das Tal wird nun enger, steiler und zieht nördlicher, es bildet kleine Mäander aus. Erst sporadisch und dann zusammenhängend tritt Hangwald auf, der sich abschnittsweise sogar am Bachlauf berührt.
Dann verlässt der Bach die Blaufeldener Gemarkung für einen Restlauf von etwa 500 Metern auf unbesiedeltem Gebiet der Gemeinde Schrozberg, wonach er sich etwa 0,9 km südöstlich des kleinen Schrozberger Taldorfes Ettenhausen auf 385,4 m ü. NHN und damit etwa 80 Meter unter der größten Randhöhe mit dem um ein Drittel kürzeren, aber ein Weniges einzugsgebietsreicheren Eselsbach zur Ette vereint, die dann in seiner eigenen Richtung weiterfließt.

### Einzugsgebiet
Der Tierbach hat ein Einzugsgebiet von 10,2 km² Größe. Es erstreckt sich etwa 5,8 km weit von seinem höchsten Punkt, der im Seeholz etwa 300 Meter südöstlich seines Ursprungs auf 491,5 m ü. NHN liegt, bis zu seiner Mündung auf 385,4 m ü. NHN im Nordwesten davon; quer dazu misst es an der breitesten Stelle etwa 2,6 km. Fast zwei Drittel dieser Fläche liegen rechts des Bachlaufes.
Im Norden und Nordosten grenzt das Einzugsgebiet des anderen Ette-Quellasts Eselsbach an, im Osten das des Blaubachs zur Brettach, im Süden und Südwesten das des Rötelbachs. Ab etwa der Höhe von Herrentierbach schließlich läuft wenig entfernt der Roggelshäuser Bach jenseits der linken Wasserscheide zur Jagst. Alle genannten Konkurrenten entwässern mittel- oder unmittelbar ebenfalls zur Jagst.

### Zuflüsse
Hierarchische Liste der Zuflüsse und  Seen von der Quelle zur Mündung. Gewässerlänge, Seefläche, Einzugsgebiet und Höhe nach den entsprechenden Layern auf der Onlinekarte der LUBW. Andere Quellen für die Angaben sind vermerkt.
Ursprung des Tierbachs auf etwa 486 m ü. NHN etwa 1,1 km ostsüdöstlich des Blaufeldener Weilers Lentersweiler im Osten der Waldinsel Buchholz vor dem Seeholz an einem Feldwegknick.
- Durchfließt auf etwa 486 m ü. NHN einen Weiher am Nordrand des Buchholzes zu den Buchäckern, 0,2 ha.
- Aubesgraben, von links und Südosten auf etwa 461,9 m ü. NHN[LUBW 2] 0,4 km südsüdwestlich von Lentersweiler, 0,9 km und ca. 0,7 km². Entsteht auf rund 476 m ü. NHN vor dem Südostende des Buchholzes. Weggraben.
- Brühlgraben, von rechts und Osten auf etwa 448 m ü. NHN etwa 1,2 km westnordwestlich von Lentersweiler nahe der Südspitze der Waldinsel Loh an einer Feldwegquerung, 1,6 km und ca. 0,8 km². Entsteht auf etwa 478 m ü. NHN etwa 0,4 km ostnordöstlich von Lentersweiler an einer Feldweggabel im Brunnenfeld. Zu Anfang und am Ende Weg-, dazwischen Raingraben.
- Osterbach, von rechts und Ostsüdosten auf etwa 442 m ü. NHN etwa 1,0 km südöstlich des Blaufeldener Dorfes Herrentierbach, 3,0 km und ca. 2,7 km². Entsteht auf etwa 478 m ü. NHN etwa 0,6 km südöstlich des Blaufeldener Weilers Erpfersweiler im Brunnenfeld vor dem Eichenholz. Auf ganzem Lauf Seitengraben von Straßen und Wegen.
  -  Durchfließt auf etwa 470 m ü. NHN einen Weiher am Eintritt in den Siedlungsbereich von Lentersweiler, etwas unter 0,1 ha.

Zusammenfluss des Tierbachs mit dem rechten Eselsbach zur Ette auf 385,4 m ü. NHN etwa 0,9 km südöstlich des kleinen Schrozberger Taldorfes  Ettenhausen. Der Bach ist 6,9 km lang und hat ein 10,2 km² großes Einzugsgebiet, nicht einmal 5 % weniger als die 10,6 km² des rechten Eselsbachs, dessen Länge von 4,7 km² der Tierbach jedoch um fast die Hälfte übertrifft. Die entstandene Ette fließt zunächst in Tierbach-Richtung weiter.

### Ortschaften
Am Lauf liegt nur Herrentierbach, im Einzugsgebiet noch die Weiler Lentersweiler, Erpfersweiler und zum Teil Eichholz. Außer dem letzten, der schrozbergisch ist, gehören alle Orte der Gemeinde Blaufelden an. Auf dem Sporn über dem Zusammenfluss mit dem Eselsbach liegt der Burgstall der abgegangenen Burg Eichholz.

## Naturraum und Geologie
Der Tierbach ist ein Gewässer, das in naturräumlicher Sicht am Oberlauf in der östlichen Hohenloher und Haller Ebene durch deren Unterraum Blaufelden-Gerabronner Ebene zieht, während sein Einzugsbereich am Mittel- und Unterlauf Teil des Unterraums Bartenstein-Langenburger Platten der daran anschließenden Kocher-Jagst-Ebenen ist. Dieser Teil ist bei gleichem geologischen Untergrund durch tiefe eingeschnittene Täler geprägt, wie der Tierbach unterhalb von Herrentierbach und danach Ette und Jagst sie durchlaufen.
Auf der leicht hügeligen Ebene liegt in seinem Einzugsbereich noch fast überall der Lettenkeuper (Erfurt-Formation) über dem für das Landschaftsbild charakteristischen, durchs seine Erosionsresistenz im oberen Bereich die Hochflächengrenze markierenden Muschelkalk. Die Wasserscheiden rechts und links durchschneiden hier keine der anderswo oft auf den Hügelgipfeln der Hohenloher Ebene liegende Inseln aus quartärem Löss-Sediment. Etwas vor dem Zulauf des Brühlgrabens tritt der Tierbach in den Oberen Muschelkalk ein, in dem er bis zum Ende verbleibt. Es gibt nur wenige und kurze nachgewiesene tektonische Störungen, welche wie diese in der weiteren Umgebung vorwiegend von Nordnordost nach Südsüdwest oder senkrecht dazu ziehen.
Auf der kleinen Hochebene zwischen Tierbach und Eselsbach liegt südwestlich des Weilers Eichholz und weniger als hundert Meter vor dem Nordrand der Waldinsel Nutzung mitten auf einem Feld hinter Gehölz versteckt eine Doline.

## Natur und Schutzgebiete
Der Tierbach ist schon ein Stück vor dem Zulauf des Brühlbachs und dann mit Unterbrechungen (vor allem in Herrentierbach) weiter bis zur Mündung oft recht naturnah, er zieht von dort an in wenig schnellem Lauf in seinem ein bis vier Meter breitem Brett meist begleitet von Galeriegehölz aus Schwarzerlen und auch Eschen, noch seltener Ahornbäumen und Grauerlen mit kleinen Richtungswechseln zu Tale. Vor allem bis zur Kläranlage unterhalb von Herrentierbach führt er nur periodisch Wasser. Auf seinem Lauf zeigt er Bettweitungen und .verengungen, Bäume stellen sich dem teils flachen, teils tiefem Bach entgegen, teils sind Wurzelgeflechte freigelegt oder Ufer unterhöhlt, zuweilen stehen auch Kalkfelsen am Lauf.
Im Einzugsgebiet wird vor allem Ackerbau betrieben; die Felder ziehen sich im oberen, flachen Talbereich bis unmittelbar an den Bach. Höchstens 10 % der Fläche sind von Wald bedeckt, der auf nicht sehr große Waldinseln, lokal generisch Hölzle genannt, verstreut ist. Der noch kleinere Anteil von Wiesen- und Weideflächen liegt überwiegend in der Aue des Mittellaufs. Die Besiedlung ist gering.
Das Tal unterhalb der Kläranlage nach Herrensteinbach gehört zum Landschaftsschutzgebiet Mittleres Jagsttal mit Nebentälern und angrenzenden Gebieten.

### LUBW
Amtliche Online-Gewässerkarte mit passendem Ausschnitt und den hier benutzten Layern: Lauf und Einzugsgebiet des Tierbachs

Allgemeiner Einstieg ohne Voreinstellungen und Layer: Daten- und Kartendienst der Landesanstalt für Umwelt Baden-Württemberg (LUBW) (Hinweise)
1. 1 2  Höhe nach dem Höhenlinienbild auf dem Hintergrundlayer Topographische Karte.
2. 1 2 3  Höhe nach schwarzer Beschriftung auf dem Hintergrundlayer Topographische Karte.
3. 1 2  Länge nach dem Layer Gewässernetz (AWGN).
4. 1 2  Einzugsgebiet nach dem Layer Basiseinzugsgebiet (AWGN).
5. ↑  Seefläche nach dem Layer Stehende Gewässer.
6. ↑  Einzugsgebiet abgemessen auf dem Hintergrundlayer Topographische Karte.
7. ↑  Einzugsgebiet aufsummiert aus den Teileinzugsgebieten nach dem Layer Basiseinzugsgebiet (AWGN).
8. ↑  Schutzgebiete nach den einschlägigen Layern, Natur teilweise nach dem Layer Biotop.

### Andere Belege
1. ↑  Modellierte Werte nach Abfluss-BW Gewässerknoten MQ/MNQ
2. ↑  Wolf-Dieter Sick: Geographische Landesaufnahme: Die naturräumlichen Einheiten auf Blatt 162 Rothenburg o. d. Tauber. Bundesanstalt für Landeskunde, Bad Godesberg 1962. → Online-Karte (PDF; 4,7 MB)
3. ↑  Geologie nach den Layern zu Geologische Karte 1:50.000 auf: Mapserver des Landesamtes für Geologie, Rohstoffe und Bergbau (LGRB) (Hinweise)